# Gérson Bergher
Gérson Bergher (Rio de Janeiro, 9 de abril de 1925 - Rio de Janeiro, 30 de maio de 2016) foi um político brasileiro.

## Biografia
Nascido no Rio de Janeiro, filho de imigrantes de origem judaica, formou-se em Medicina, com especialização em Psiquiatria, pela Faculdade Nacional de Medicina. Iniciou-se na política em 1960, ao se candidatar a Deputado Estadual pelo Partido Socialista Brasileiro no antigo estado da Guanabara. Eleito, se tornou relator da comissão especial que elaborou a nova Constituição do Estado. Reeleito em 1963, acabou tendo o mandato cassado em 1967. Tornado inelegível, voltou a exercer a Medicina e a atuar em instituições da comunidade judaica carioca, sempre em consonância com a política e a ideologia da esquerda trabalhista israelense.
Voltou à política em 1993. Elegeu-se vereador do município do Rio de Janeiro por três mandatos consecutivos, inicialmente pelo Partido da Social Democracia Brasileira e depois pelo Partido da Frente Liberal. Presidiu a Câmara Municipal do Rio de Janeiro entre 1999 e 2000. Presidiu também as comissões de Justiça e Redação e de Orçamento e Finanças. Em 2006, foi eleito deputado estadual pelo PSDB. Quatro anos depois foi o segundo deputado mais votado do seu partido.
Foi casado com a vereadora Teresa Bergher por 32 anos.
Morreu aos 91 anos, vítima de uma parada cardíaca. Ele estava internado havia três meses no Hospital Samaritano, em Botafogo, por conta de problemas cardíacos. Foi sepultado no Cemitério Comunal Israelita do Caju.